# جلق (عفرين)
جلق أو جولقان (بالكردية: Çolaqa‏) سابقًا هي قرية سوريّة تتبع إداريّاً لمحافظة حلب منطقة عفرين ناحية جنديرس. بلغ تعداد سكانها 256 نسمة حسب التعداد السكاني لعام 2004، و1,537 نسمة حسب قيود السجل المدني لنهاية عام 2005.